# Antoine Rebetez
Pour les articles homonymes, voir Rebetez.
Antoine Rebetez est un gymnaste suisse né en 1897.

## Carrière
Antoine Rebetez participe à toutes les épreuves de gymnastique aux Jeux olympiques d'été de 1924 à Paris. Il remporte deux médailles de bronze, l'une en cheval d'arçons, l'autre au concours par équipes. Rebetez se classe aussi quatrième à la barre fixe.

## Palmarès

### Jeux olympiques
- Paris 1924
  -  médaille de bronze au concours par équipes
  -  médaille de bronze au cheval d'arçons